# Argyreia splendens
Argyreia splendens là một loài thực vật có hoa trong họ Bìm bìm. Loài này được (Hornem.) Sweet mô tả khoa học đầu tiên năm 1826.